# Rhus pendulina
Rhus pendulina, Zumaque blanco (White Karee en inglés o Witkaree en afrikáans) es un árbol perteneciente a la familia de las anacardiáceas.

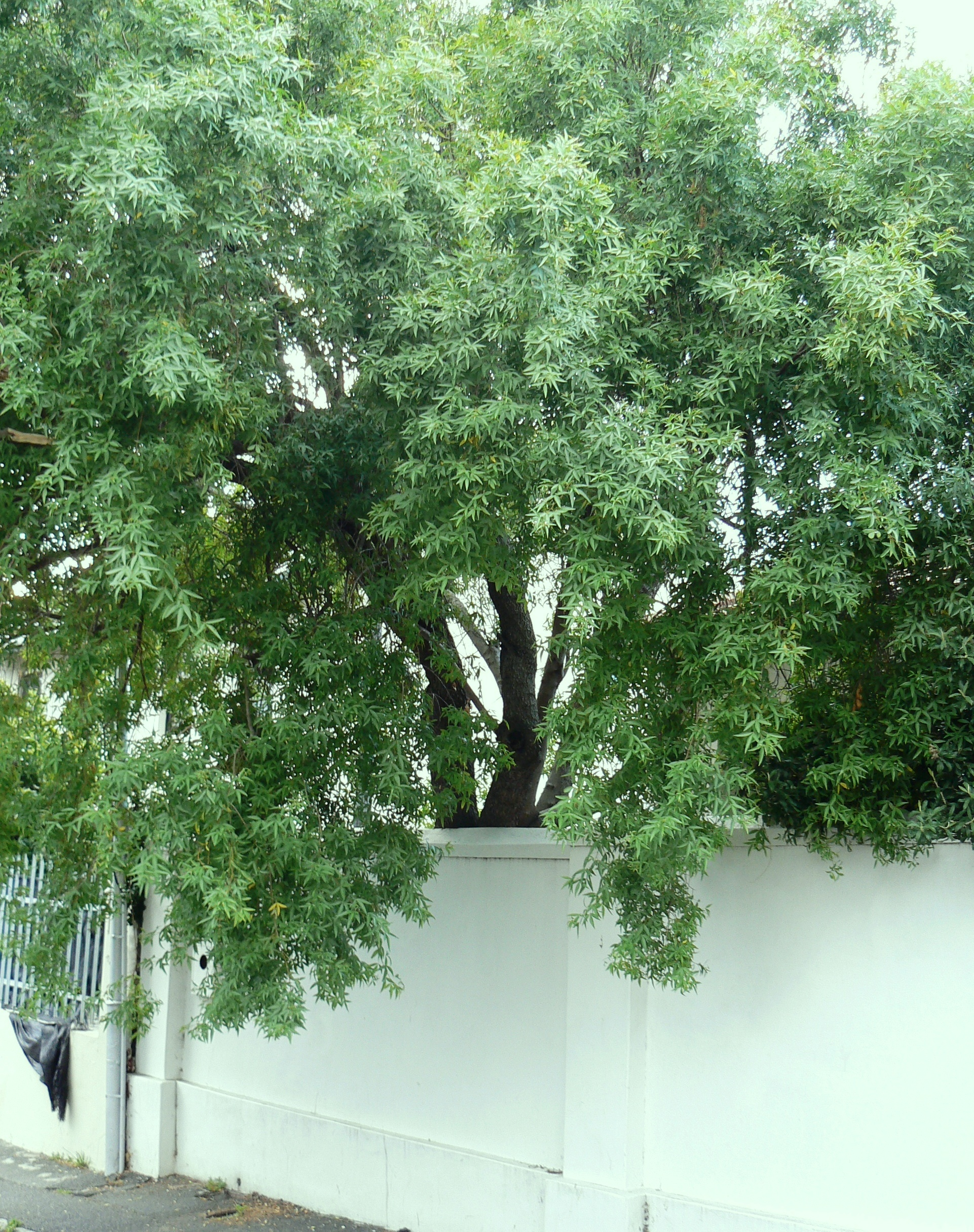
Vista de la planta

## Descripción
Es un árbol semi-caducifolio, tolerante a las heladas y de rápido crecimiento. Crece naturalmente a lo largo del Río Orange y algunos de sus tributarios. Es resistente al viento y la sequía, tiene un agradable y ligero efecto de caída, algo similar al  sauce llorón. Puede alcanzar una altura de hasta 10 metros pero usualmente solo crece de 6 a 8 metros de altura, con una extensión de alrededor de 5 metros. La especie está protegida en la Provincia Septentrional del Cabo.
En verano produce ramos de flores inconspicuas que atrae insectos. Las flores masculinas y femeninas se encuentran en flores separadas y los árboles hembra producen ramilletes de frutos pequeños redondos a finales del verano los cuales son comidos por las aves. El fruto es comestible.
Ha sido ampliamente plantado en Sudáfrica como un árbol de calle y árbol de jardín, ya que se propaga fácilmente, crece rápido y florece a pleno sol. No es invasor y es un excelente árbol de sombra. Como con la mayoría de los árboles no deben plantarse cerca del pavimento, piscinas, tuberías o paredes, ya que su rápido crecimiento puede afectar su estructura. Sin embargo tienen un sistema de raíces no agresivo.

## Taxonomía
Rhus pendulina fue descrita por Jacq. ex Willd. y publicado en Pl. Rar. Hort. Schoenbr. 4: 24 (t. 449). 1804
Etimología
Rhus: nombre genérico que deriva de la palabra griega para "rojo", una alusión a los llamativos colores de otoño de algunas especies.
pendulina: epíteto latino que significa "colgante".
Sinonimia
- Rhus viminalis Aiton	[3]